# Gerendong
Gerendong is een bestuurslaag in het regentschap Pandeglang van de provincie Banten, Indonesië. Gerendong telt 1172 inwoners (volkstelling 2010).